# Kvarken
Kvarken (en sueco, Kvarken; en finés, Merenkurkku), es un estrecho de mar en el golfo de Botnia que separa la bahía de Botnia (la parte septentrional del golfo) del mar de Botnia, al sur. También se conoce como Kvarken Norte en oposición a Kvarken Sur, el estrecho que comunica el mar de Åland con el mar Báltico.

## Geografía

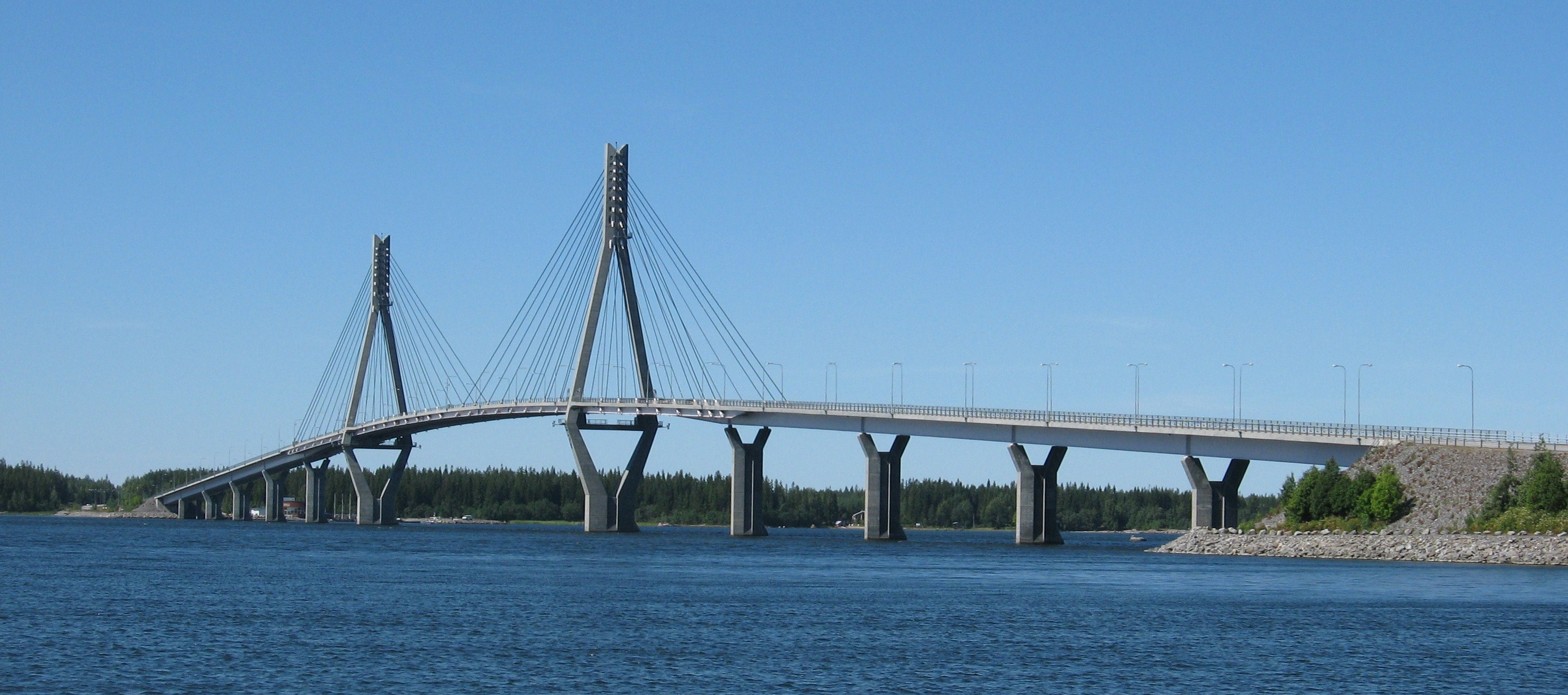
Puente de Replot (1994-98), el mayor puente de Finlandia, que conecta la isla de Replot con la costa.

La distancia entre la costa sueca y la costa finlandesa es de unos 80 kilómetros, siendo la distancia entre las islas más externas de sólo 25 km. La profundidad media en Kvarken es de unos 25 metros. La región también tiene una ratio inusual de alzamiento de tierra de alrededor de 1 cm al año.
En el lado finlandés de Kvarken, hay un gran archipiélago. La mayoría de las islas pequeñas están deshabitadas. El archipiélago es más pequeño en el lado sueco de la región, y las islas tienen orillas mucho más inclinadas. La región de Kvarken también fue históricamente importante ya que correo se entregaba cruzando Kvarken cuando el mar estaba totalmente helado desde la costa sueca a la finlandesa. Esta ruta postal se usó frecuentemente durante el período del dominio sueco.
En el grupo de islas en el «medio» de la región de Kvarken, en sueco llamado Valsörarna (en finés Valassaaret), es un faro de 36 metros de alto diseñado por Henry LePaute quien trabajó para la firma de ingeniería de Gustave Eiffel. El parecido estructural entre el faro (construido en 1885) y la torre Eiffel (construida en 1889) es bastante obvio. El faro está hoy automatizado como la mayoría de los faros de Finlandia. 

### Puente
Ha habido alguna propuesta para construir un puente que cruzase todo el estrecho, con un coste estimado de 1.500-2.000 millones de euros. Hay islas en el estrecho y la suma de las longitudes de las probablemente tres partes que tendría el trayecto sería de alrededor de 40 km. El ministro de economía sueco dijo que era una idea interesante, pero la idea está aún a décadas de cristalizar. Hay un debate en las ciudades costeras de ambos lados, como Umeå y Vaasa. El punto de vista oficial de los gobiernos sueco y finlandés es que resulta demasiado caro. Los valores naturales en la zona también hacen dudoso que se construya tal puente.

## Lugar Patrimonio de la Humanidad
En 2006, el archipiélago Kvarken fue añadido como una extensión del lugar Patrimonio de la Humanidad de la Costa Alta (ubicado en la orilla occidental del golfo de Botnia) en Suecia,  debido a que está alzándose «continuamente desde el mar en un proceso de rápido ascenso glacio-isostático, mientras que la tierra, previamente hundida bajo el peso de un glaciar, se eleva a velocidades que están entre las más altas del mundo. Como una consecuencia de la orilla en avance, las islas aparecen y se unen, las penínsulas se expanden, los lagos evolucionan a partir de bahías y se desarrollan en marismas y pantanos de turba. Esta propiedad es esencialmente un "área tipo" para la investigación en isostasia; el fenómeno ha sido reconocido por vez primera y estudiado aquí». La mayor parte del lugar Patrimonio de la Humanidad se encuentra en el municipio de Korsholm.